# توماس شيلينغ
توماس كرومبي شيلينغ (بالإنجليزية: Thomas Crombie Schelling)‏‏ (14 أبريل 1921 - 13 ديسمبر 2016). هو اقتصادي أمريكي وبرفيسور في الشؤون الخارجية والأمن القومي والاستراتيجية النووية والسيطرة على الأسلحة في جامعة ميريلاند، كلية بارك.
حاز على جائزة نوبل في الاقتصاد (بنك السويد) بالمشاركة مع روبرت أومان لتعزيزه فهمنا للتضارب والتعاون في نظرية الألعاب.
ولد 14 ابريل 1921 في اوكلان كاليفورنيا وكان والده ضابطا. التحق بجامعة كاليفورنيا، بيركلي (سنتين في شيلي) تخرج في الاقتصاد في عام 1944. بعد عام ونصف شغل وظيفة المحلل في مكتب الولايات المتحدة للميزانيه حضرت جامعة هارفرد يود إكمال امتحانات شهادة في عام 1948. تعيين موظفين من أبناء المجتمع من الزملاء، لقد اخذإجازة للانضمام إلى الإدارة لخطة مارشال الإنفاق في كوبنهاغن سنة ونصف سنة في باريس، يود الاستقالة الزمالة.
وفي نوفمبر 1950، انضم إلى موظفي البيت الأبيض لشؤون السياسة الخارجية للرئيس أي في عام 1951 أصبح مكتب مدير الأمن المتبادل ان مكتب إدارة برامج المساعدات الأجنبية. ثم عام 1953 الانضمام إلى هيئة التدريس بجامعة ييل. تجربتي في الخارج ومعظمها في واشنطن على إجراء مفاوضات. كان مشاركا نشطا في التفاوض على دفع الاتحاد الأوروبي في عام 1950. في واشنطن كان المسؤل عن الشئون المتعلقة بالمعونة مفاوضات مع حكومات اوروبيه الأول فيما يتعلق بهذه التبرعات المقدمة من الحكومات إلى وضع الدفاع في الحلف الأطلسي الجديد.
أهم أعماله في ييل بدأ بنشر ما اعتقد أن اختيار لجنة نوبل اعتبرت مساهمتيه «التفاهم والتعاون والصراعات» اولا «مقالة على المساومة» في 1956 في الاستعراض الاقتصادى الأمريكي و«التفاوض والاتصال والحرب المحدودة» في افتتاحية العدد من مجلة حل النزاعات عام 1957. الطريف ان هاتين المادتين قد انجزت قبل أكثر من المعرفة السطحيه التعارف الرسمي لعبة نظرية. في1957 كتاب الألعاب وقرارات هوارد رايفا وروبرت دنكان دورى صدر؛ كان الفنية المقدمة إلى نظرية اللعبة، وقضيت على الاقل، وربما مائة ومائتي ساعات.
في ربيع وصيف 1958 اخذعائلته إلى لندن حيث فكر في متابعة ما تصوره لنظرية اللعبة في مخطوطة للطباعة، وفي لندن تعرف على عدة علماء والضباط العسكريين السابقين الراغبين في نظريات الردع والحرب المحدودة. بدا له ان نقدر ان الأكثر الحاحا واهمية تطبيق هذا النوع من «نظرية اللعبة» كان في متابعة السياسة الخارجية والجيش وفي مقدمتها الأسلحة النووية. أي أصبح صديق مقرب من ألاستير بوشان الذي كان مجرد إنشاء معهد للدراسات الاستراتيجيه في لندن فالمعهد كان يمكن هائله مؤثرة في رسم علماء من جميع أنحاء أوروبا الغربية وأمريكا الشمالية واليابان لاجتماعاتها السنويه في اكسفورد وكمبريدج، وبون، ومواقع أخرى.
ثم أصبح ضيف مؤسسة راند في سانتا مونيكا، كاليفورنيا، لمدة اثني عشر شهرا، وفي راند عمل على تطوير فكرة «تهديد احتمالي» وشرحه تحت عنوان «التهديد يترك شيء للصدفة». كما أن السنة في راند بدأ السحب على فكرة ان يشار إليها أحيانا بانها «نقطة شيلينج» أو «تنسيق» إلى القول ان تطبيق الاتفاقية فقط فيما يتعلق باستخدام الأسلحة النووية «لا اسلحه» ليس بعض قيود كمية أو نوعية. (هذه الفكرة أصبحت جرثومه بلادي نوبل المحاضرة التذكاريه بعد خمسة واربعين عاما). معظم الأعمال التي وصفها ظهرت عام 1960 «إستراتيجية للنزاع». ثم امضى واحدا وثلاثين عاما بين جامعة هارفارد ووزارة الاقتصاد ومركز الشؤون الدولية وإدارة بل ومدرسة جون.
خلال فصل الصيف كان يقوم بأعمال استشاريه للحكومة. في أول سنة في مركز هارفارد تلقى منحة هذه الوزارة بالتعاون مع مركز الدراسات الدولية للقضاء على بعض الأنشطة المشتركة. كان زميل في جامعة ماساتشوستس... شغل وظيفة مستشاره لشؤون الأمن القوميو عميد جامعة هارفارد الذي شارك في ا مناقشات الحد من التسلح. أصبح نائب مساعد وزير الدفاع للحد من التسلح، والمستشار العام لوزاره الخارجية. وبسبب هذه الصلات كان رئيسا لعدة لجان مشتركة تعني سياسة الأسلحة النووية خلال السنوات القليلة القادمة.
بعد فجوة سببها الاحتلال السوفيتي لتشيكوسلوفاكيا جزئيا لان أي «اتصالات» لقد كرس معظم حياته في البحث عن اسلحه الستينات سياسة نشر الأسلحة والنفوذ عام 1977. في عام 1970 على الغزو الأمريكي لكمبوديا ترأست فريق من كلية هارفارد لقاء مع الرئيس نيكسون لشؤون الأمن القومي لتعلن معارضتها للاحتلال وقطع العلاقات مع الإدارة. انتهت بلادي الصدد مع الحكومة.
وخلال السبعينات والثمانينات موضوعين واحد عن مشاركتي لمدة سبعة اعوام لجنة الاكاديميه الوطنية للعلوم على تعاطي المخدرات والإدمان على التصرف. الموضوع الثاني لي المحتلة في السبعينات كانت الطرق التي يمكن أن الاختيارات الفردية السلوكيه الاجتماعية إلى مجموع الظواهر التي كانت غير مقصودة أو غير متوقع.
في عام 1980 كان الرئيس كارتر لحضور «قمة» في البندقية. شانسيلور في ألمانيا قدم لجدول الأعمال، «مشكلة ثاني اكسيد الكربون». البيت الأبيض طلب من الاكاديميه الوطنية للعلوم المشورة حول كيفية التعامل مع هذا البند.
في عام 1990 تقاعد من جامعة هارفارد وتم تعيينه أستاذ جامعي بارز في جامعة ميريلاند في قسم الاقتصاد وكلية السياسة العامة. استمر اهتمامه الأسلحة النووية في السياسة.

## وصلات خارجية
- توماس شيلينغ على موقع الموسوعة البريطانية (الإنجليزية)
- توماس شيلينغ على موقع مونزينجر (الألمانية)
- توماس شيلينغ على موقع إن إن دي بي (الإنجليزية)
- Nobel Prize Announcement
- Schelling Nobel Prize Lecture
- IDEAS/RePEc